# Dedalione
Dedalione (in greco antico: Δαιδαλίων?, Daidalíon) è un personaggio della mitologia greca, era figlio di Espero, il nome dato al pianeta Venere quando è visibile sull'orizzonte ad ovest subito dopo il tramonto) e fratello di Ceice. Nelle leggende è tratteggiato il suo carattere violento e bellicoso.

## Mitologia
Fu il padre di Chione che, innamoratasi di Apollo e poi di Hermes, destò la gelosia di Artemide che la uccise trafiggendola con una freccia.
Dedalione, sconvolto, si mise a vagare senza meta ed un giorno, giunto sulla sommità di un monte tentò il suicidio gettandosi nel vuoto, ma l'intervento di Apollo lo trasformò in un falco.